# ミーガン・フォックス
ミーガン・フォックス（Megan Fox, 1986年5月16日 - ）は、アメリカ合衆国の女優、ファッションモデル。

## 来歴
米国テネシー州ロックウッドにて、アメリカインディアン・フランス・アイルランドの血を引く両親の間に生まれた。姉、妹、弟がいる。両親は離婚しており、実母と継父によって育てられた。
5歳の時からテネシー州のキングストンでダンスや演劇のトレーニングを始めた。キングストン小学校の合唱団にも参加した。10歳でフロリダ州セントピーターズバーグに移り住んだ後もトレーニングは続けた。
13歳の時にサウスカロライナ州で行われた女優・モデルの大会で数々の賞を受賞し、以来モデルや女優活動を始めた。
2001年、16歳の時に映画『ホリデイ・イン・ザ・サン』で映画初出演。2002年、テレビシリーズ『Ocean Ave.』で主要人物を演じた。テレビシリーズ『ホープ&フェイス』や『トランスフォーマー』で注目を集める。
2008年、男性誌『FHM』による「世界で最もセクシーな女性」の1位に選ばれた（前年は65位）。

## 人物
論争の的となる過激な発言でも知られる。雑誌「マキシム」のインタビューで自分はドラッグをやっていない数少ない俳優の1人であると語った。過去にドラッグをやったことはあるが、だからこそ好きではないと言えるという。何種類かのドラッグを試したがマリファナ以外は好きになれなかったことから、「マリファナはドラッグとは考えられない。合法化すべき」とも発言している。
インタビュー雑誌『ハリウッド』の「将来のスターズ」で17位にランクされた。2008年の雑誌『マキシム』のHot100リストでは16位、男性誌『FHM』の「世界で最もセクシーな女性」というランキングでは2006年は68位だったが、2008年、2009年と2年連続で１位になった（2年連続は2000年と2001年で連続1位だったジェニファー・ロペス以来）。支持は男性ばかりではなく、2009年にイギリスのセレブリティ情報雑誌『HEAT』が行ったアンケート「女性が羨むボディ」で1位に選ばれた。この結果は同誌にとって驚くべきものだったようである。

## 他俳優、監督との関わり
ミーガンは「ビルト・イン・セックスシンボル」としてアンジェリーナ・ジョリーとその地位をしばしば比較され、メディアによって「アンジェリーナ・クローン」「アンジェリーナ2.0」「アンジェリーナJr.」と言われる。

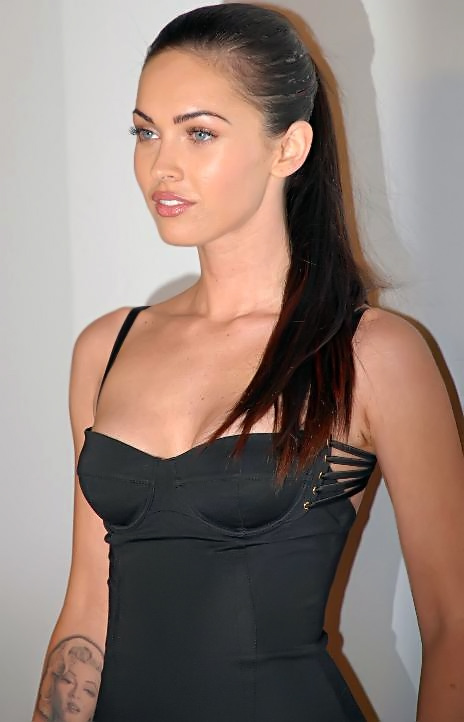
ハリウッドライフマガジンにて（2007年）

ミーガンはアンジェリーナとの比較はメディアの創造性の欠如であると述べ、比較されるのは単にアンジェリーナと毛髪の色が同じで多くのタトゥーをもち、アクション映画に出演したからだと語った。ミーガンがトゥーム・レイダー映画でララ・クロフト役を務めるという未確認の噂もあった。
ミーガンはアンジェリーナに会うという提案に対して、「会う機会がないし、会うのが怖いので会うのを避けている」「彼女は強力な人です。そして彼女が私を食い物にするのは間違いありません」「私は、彼女が私が誰か分からないことを確信しています」と極めて弱気な発言をしている。また、バイセクシャルである彼女はアンジェリーナは「理想の恋人」であると述べ、「誰かと別れる度に、“もしもアンジェリーナの恋人になれたら、私はすごく幸福なのに” と思う。彼女が大好き。尊敬しているし、米国で一番好きな女優。信じられないほど正直なところが大好き。自分自身でいることを恐れていないし。思っていることをはっきり口にするでしょう」と語っている。
ミーガンは自身の小ぶりなバストがコンプレックスであり、同世代のセックスシンボルとして比較されがちであり、グラマーで知られるスカーレット・ヨハンソンに対してはけん制する発言を行っている。
出世作となった『トランスフォーマー』について『エンターテインメント・ウィークリー』のインタビューで「あの映画は演技で勝負する映画でない、これは皆さん百も承知よね」と発言し、マイケル・ベイ監督が演技よりも特殊効果撮影ばかりに力を入れていたと批判した。この発言に対して監督は「いえ、全然気にしていませんよ。それがミーガン・フォックスという人物ですから」と述べ、時々馬鹿げた発言をするミーガンは23歳（当時）の割には人間として未熟であると手厳しいコメントを寄せた。
『トランスフォーマー』シリーズ第3作『トランスフォーマー/ダークサイド・ムーン』では降板したが、第2作『トランスフォーマー/リベンジ』公開時のインタビューで、マイケル・ベイ監督について「ナポレオンみたい。撮影中クレイジーでひどいの。まるでヒトラーよ。っていうかヒトラーそのものね！」とコメントしたことが、ユダヤ系アメリカ人であるスティーヴン・スピルバーグ（製作総指揮）の逆鱗に触れ、キャスト変更を命じたためといわれている。なお、ベイ監督自身は「ミーガンの言うことだから」とコメントについて気にしていないと話し、「映画の現場は彼女が考えるほど甘いものではない」という趣旨の諭すようなコメントを出していた。

## 身体
身長については168cmとしているソースが多く見られるものの、元夫のブライアン・オースティン・グリーンと並んだ際に頭部がちょうど肩のあたりに位置していることなどから、実寸は163cmほどであると見積もられ、体重は52kgほどとされている（2011年）。強迫性障害であることを告白している。

### タトゥー

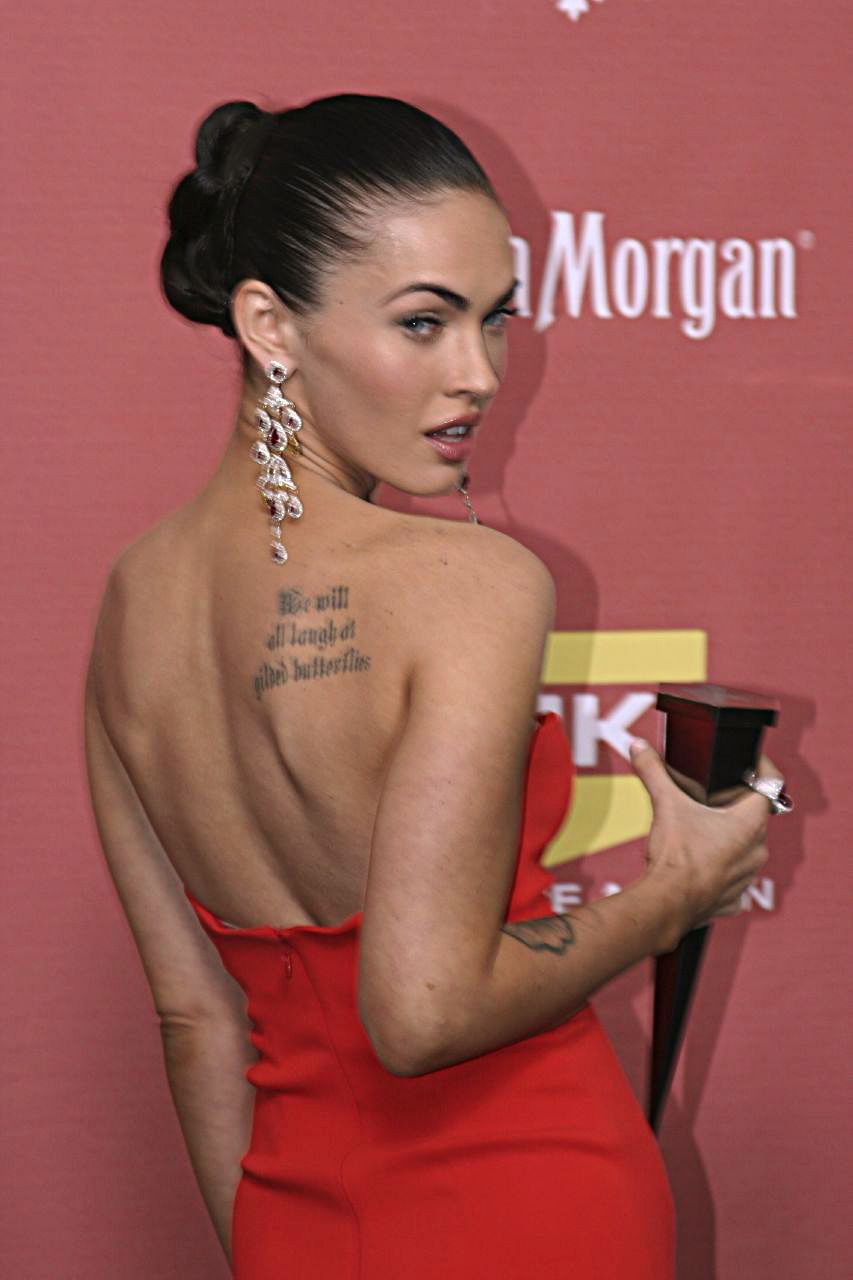
2007年

タトゥーマニアであり、計8つのタトゥーを入れている。右側付近に夫ブライアンの名前、右腕にマリリン・モンローの顔、背中の右側にウィリアム・シェークスピアの『リア王』の一節「We will all laugh at gilded butterflies」「there once was a little girl who never knew love until a boy broke her HEART」と漢字で「力」、右手首の内側に太極図、足首より上の下脚の内側に5つの尖った星が重なっている三日月（彼女のタトゥーの中で唯一の色つき）などがある。太極図のタトゥーは消すつもりだと述べていたが、現在も残されている。
2009年5月にジョン・F・ケネディ国際空港でパパラッチに新たなタトゥーを入れるつもりだと明かした。しかし、母親ダーレンはこれに反対し「ミーガンが40歳になって熟年の役を演じたくなった時に、タトゥーをカバーするのが大変だという理由で役がもらえなくなると思っている」と伝えられている。
2009年6月に出演したテレビ番組『The Early Show』の中で自分の恋人となる条件にタトゥーがあることを挙げている。

## 私生活
2004年のテレビ番組共演をきっかけに俳優のブライアン・オースティン・グリーンと交際に発展し、2006年11月に婚約したが、2009年2月婚約解消を発表。婚約解消後も交際は続け、2010年6月に再び婚約を発表。同年6月24日にハワイ島で極秘で結婚式を挙げた。2012年に第1子となる男児を出産。2014年に第2子となる男児を出産している。また、2016年には第3子となる男児を出産した。2020年5月、グリーンが別居を発表。2021年10月、離婚が成立した。
映画『Midnight in the Switchgrass』での共演をきっかけにマシン・ガン・ケリーと交際しはじめ、2021年7月に関係を公にした。2022年1月、ふたりは婚約した。
男性誌『GQ』のインタビューで、10代のときにストリッパーの女性と恋仲になったことがあると告白した。だがレズビアンであることは否定しており、「人間は男性・女性両方に惹かれる生き物なんだと思う」と語っている。後に雑誌『エスクワイア』の特集記事のインタビューでバイセクシャルであることを告白した。
漫画雑誌、アニメ、テレビゲームのファンである。12歳のときに見たテレビアニメがきっかけでM・ターナーが大好きになり、最も好きな漫画はフォックスが「長年の強迫観念のうちの１つ」と語る『Fathom』。日本の漫画、アニメにも関心を示しており、『トランスフォーマー』の日本公開時に受けたインタビューで「『カウボーイ・ビバップ』が大好き。『とっとこハム太郎』や『セーラームーン』は今でも観ているし、漫画も描けます」と発言している。また、『ミュータント・タートルズ』の日本公開時に受けたインタビューでは「『新機動戦記ガンダムW』を見て育った」、「日本に来ると本屋を巡ってマンガ漁りをする」「『美少女戦士セーラームーン』を実写化した場合、自分は年齢的に出演は厳しいだろう」と発言した。

## フィルモグラフィー

### 映画
| 公開年 | 邦題 原題                                                                                             | 役名                 | 備考           | 日本語吹替         |
| ------ | --- | -------------------- | -------------- | ------------------ |
| 2001   | ホリデイ・イン・ザ・サン Holiday in the Sun                                                           | ブリアナ・ウォレス   | ビデオ映画     | （吹き替え版なし） |
| 2003   | バッドボーイズ2バッド Bad Boys II                                                                     | クラブ・キッズ       | クレジットなし |                    |
| 2004   | 彼女は夢見るドラマ・クイーン Confessions of a Teenage Drama Queen                                     | カーラ・サンティーニ | 日本劇場未公開 | 甲斐田裕子         |
| 2007   | トランスフォーマー Transformers                                                                       | ミカエラ・ベインズ   |                | 東條加那子         |
| 2008   | セレブ・ウォーズ 〜ニューヨークの恋に勝つルール〜 How to Lose Friends & Alienate People               | ソフィー・メイズ     | 日本劇場未公開 | 中司ゆう花         |
| 2009   | トランスフォーマー/リベンジ Transformers: Revenge of the Fallen                                       | ミカエラ・ベインズ   |                | 東條加那子         |
| 2009   | ジェニファーズ・ボディ Jennifer's Body                                                                | ジェニファー         |                | 山田みほ           |
| 2010   | ジョナ・ヘックス Jonah Hex                                                                            | レイラ               |                | 北西純子           |
| 2010   | パッション・プレイ Passion Play                                                                       | リリー・ルスター     | 日本劇場未公開 | 木下紗華           |
| 2012   | ディクテーター 身元不明でニューヨーク The Dictator                                                    | 本人                 | カメオ出演     | 志田有彩           |
| 2012   | 40歳からの家族ケーカク This Is 40                                                                     | デジー               | 日本劇場未公開 | うさみともこ       |
| 2014   | ミュータント・タートルズ Teenage Mutant Ninja Turtles                                                 | エイプリル・オニール |                | ベッキー           |
| 2016   | ミュータント・ニンジャ・タートルズ：影＜シャドウズ＞ Teenage Mutant Ninja Turtles: Out of the Shadows | エイプリル・オニール |                | 東條加那子         |
| 2019   | 長沙里9.15 장사리:잊혀진 영웅들                                                                       | マギー               |                | （吹き替え版なし） |
| 2020   | ローグ Rogue                                                                                          | サマンサ・オハラ     |                | 甲斐田裕子         |
| 2021   | ティル・デス Till Death                                                                               | エマ                 |                | 杉山里穂           |
| 2021   | ミッドナイト・キラー Midnight in the Switchgrass                                                      | レベッカ             | 日本劇場未公開 | （吹き替え版なし） |
| 2021   | ナイトティース Night Teeth                                                                            | グレース             |                | きそひろこ         |
| 2023   | エクスペンダブルズ ニューブラッド Expend4bles                                                         | ジーナ               |                | 甲斐田裕子         |

### テレビ
| 放映年    | 邦題 原題                                                | 役名               | 備考                                    |
| --------- | -------------------------------------------------------- | ------------------ | --------------------------------------- |
| 2003      | 恋するマンハッタン What I Like About You                 | シャノン           | シーズン2 第5話 "ヘンリーの秘密"        |
| 2004      | チャーリー・シーンのハーパー★ボーイズ Two and a Half Men | プルーデンス       | シーズン1 第12話 "禁断のセクシーギャル" |
| 2016-2017 | New Girl / ダサかわ女子と三銃士 New Girl                 | リーガン・ルーカス | 15エピソード                            |

### その他
| 年   | 邦題 原題                                          | 役名               | 備考     |
| ---- | -------------------------------------------------- | ------------------ | -------- |
| 2007 | トランスフォーマー THE GAME Transformers: The Game | ミカエラ・ベインズ | 声の出演 |
| 2009 | Transformers: Revenge of the Fallen                | ミカエラ・ベインズ | 声の出演 |

## 日本語吹き替え
主に担当しているのは、以下の二人である。
東條加那子
『トランスフォーマー』で初担当。以降、同シリーズをはじめとして数多くの出演作を吹き替えている。
甲斐田裕子
『彼女は夢見るドラマ・クイーン』で初担当。東條と並んで多く吹き替えている。
このほかにも、中司ゆう花、山田みほ、北西純子、杉山里穂なども声を当てている。

## 受賞とノミネート
| 賞               | 賞         | 賞                             | 賞                                                                    | 賞                                                 |
| 年               | 結果       | 賞                             | カテゴリ                                                              | 作品                                               |
| ---------------- | ---------- | ------------------------------ | --------------------------------------------------------------------- | -------------------------------------------------- |
| 2005年           | ノミネート | ヤング・アーティスト・アワード | ベスト・パフォーマンス・テレビシリーズ(コメディorドラマ) - 若手女優賞 | Hope & Faith                                       |
| 2007年           | ノミネート | ティーン・チョイス・アワード   | 優秀映画女優賞：アクションアドベンチャー                              | トランスフォーマー                                 |
| 2007年           | ノミネート | ティーン・チョイス・アワード   | 優秀映画:脱走女性                                                     | トランスフォーマー                                 |
| 2007年           | ノミネート | ティーン・チョイス・アワード   | 優秀映画：Liplock賞                                                   | トランスフォーマー                                 |
| 2007年           | ノミネート | ナショナル・ムービー・アワード | ベスト・パフォーマンス                                                | トランスフォーマー                                 |
| 2008年           | ノミネート | MTVムービー・アワード          | 新人賞                                                                | トランスフォーマー                                 |
| 2009年           | 受賞       | ティーン・チョイス・アワード   | ホットな女性                                                          |                                                    |
| 2009年           | 受賞       | ティーン・チョイス・アワード   | サマームービースター                                                  | トランスフォーマー                                 |
| 2010年           | ノミネート | MTVムービー・アワード          | ドンデモ・シーン賞                                                    | ジェニファーズ・ボディ                             |
| 2010年           | ノミネート | ゴールデンラズベリー賞         | 最低主演女優賞                                                        | トランスフォーマー/リベンジ ジェニファーズ・ボディ |
| 2010年           | ノミネート | ゴールデンラズベリー賞         | 最低スクリーンカップル賞                                              | トランスフォーマー/リベンジ                        |
| 2011年           | ノミネート | ゴールデンラズベリー賞         | 最低女優賞                                                            | ジョナ・ヘックス                                   |
| 2011年           | ノミネート | ゴールデンラズベリー賞         | 最低スクリーンカップル賞                                              | ジョナ・ヘックス                                   |
| (参考: IMDb.com) |            |                                |                                                                       |                                                    |